# Ghiacciaio dell'Orso
Il ghiacciaio dell'Orso è un ghiacciaio situato nella penisola di Kenai alla fine della Resurrection Bay.

## Descrizione e dati fisici
Il ghiacciaio nasce al centro della penisola di Kenai sulle "Kenai Mountains" all'interno del Kenai Fjords National Park (in realtà segna l'inizio del parco dalla parte della città di Seward), un campo di ghiaccio ("Harding Icefield") lungo oltre 120 km con quote medie sui 1300 metri. La fronte, dopo circa 20 km di discesa (è il ghiacciaio più lungo del parco), si trova al livello del mare, ma all'interno del lago di scioglimento del ghiaccio bloccato verso il mare da una morena formatasi in diverse centinaia di anni.
Il lago di circa 5,6 km{\displaystyle ^{2}} e profondo 100-150 metri è pieno di iceberg galleggianti che staccandosi dalla fronte del ghiaccio vanno alla deriva verso il mare senza entrarvi dentro a causa della barriera morenica.
Oltre alla morena terminale i ghiacciai producono anche delle morene laterali, ossia strisciando lungo le pareti laterali delle valli staccano e trascinano detriti rocciosi di ogni tipo. Caratteristica di questo ghiacciaio è una striscia più scura, chiamata "morena mediana", che corre al centro del ghiacciaio. Ciò è dovuto al fatto che il ghiacciaio dell'Orso è costituito da due flussi di ghiaccio che si uniscono dove le loro morene laterali s'incontrano.

## Alcune immagini del ghiacciaio

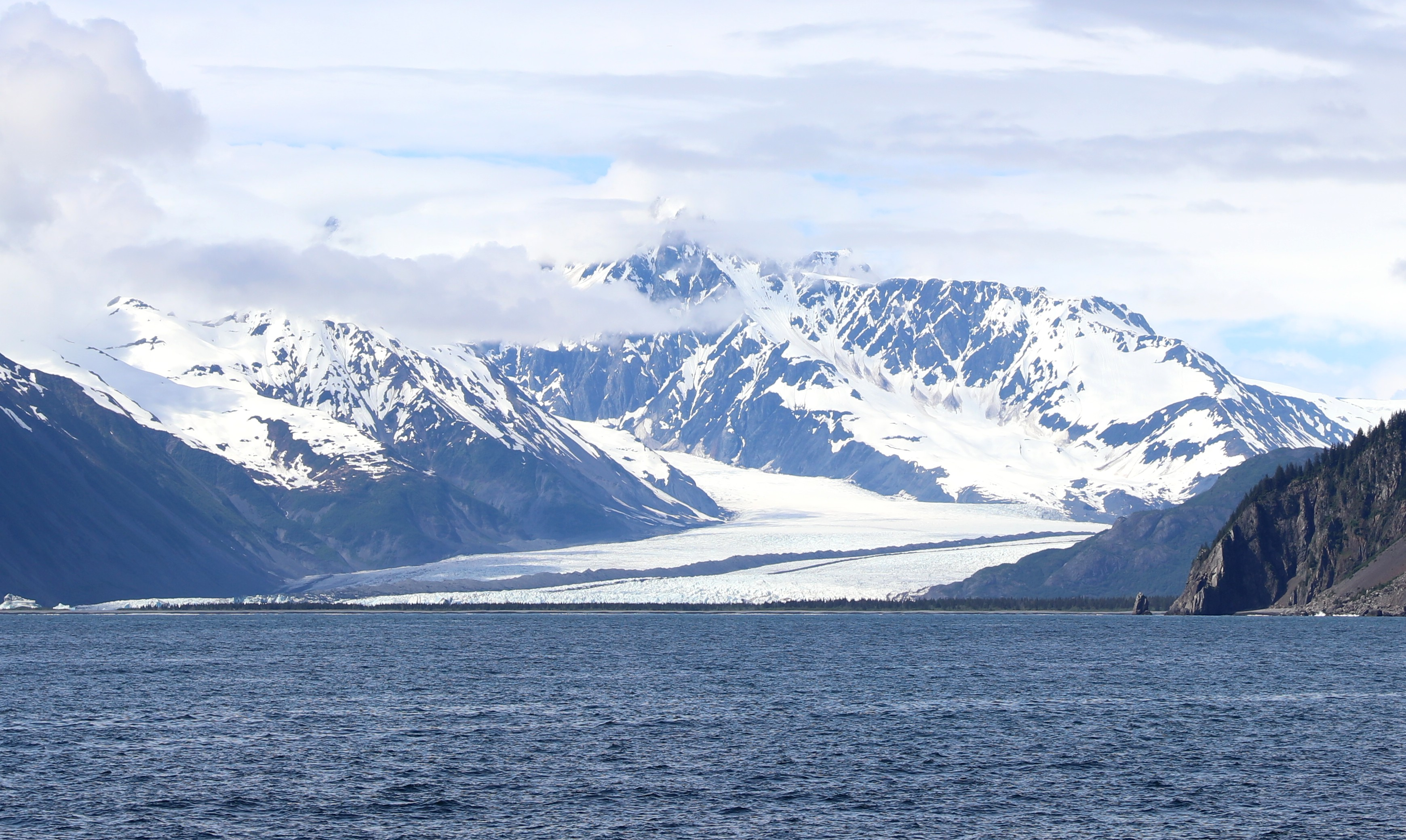
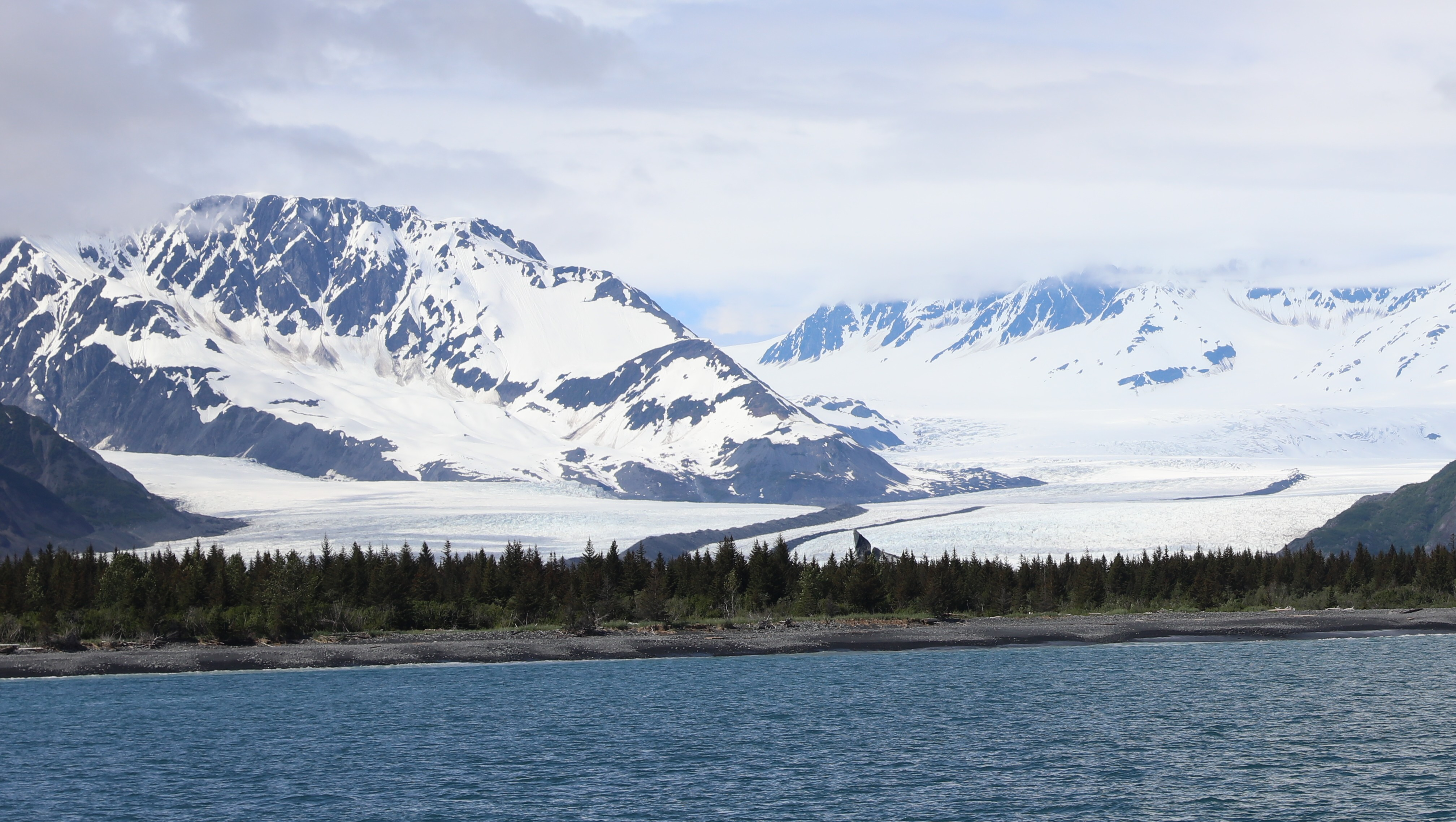
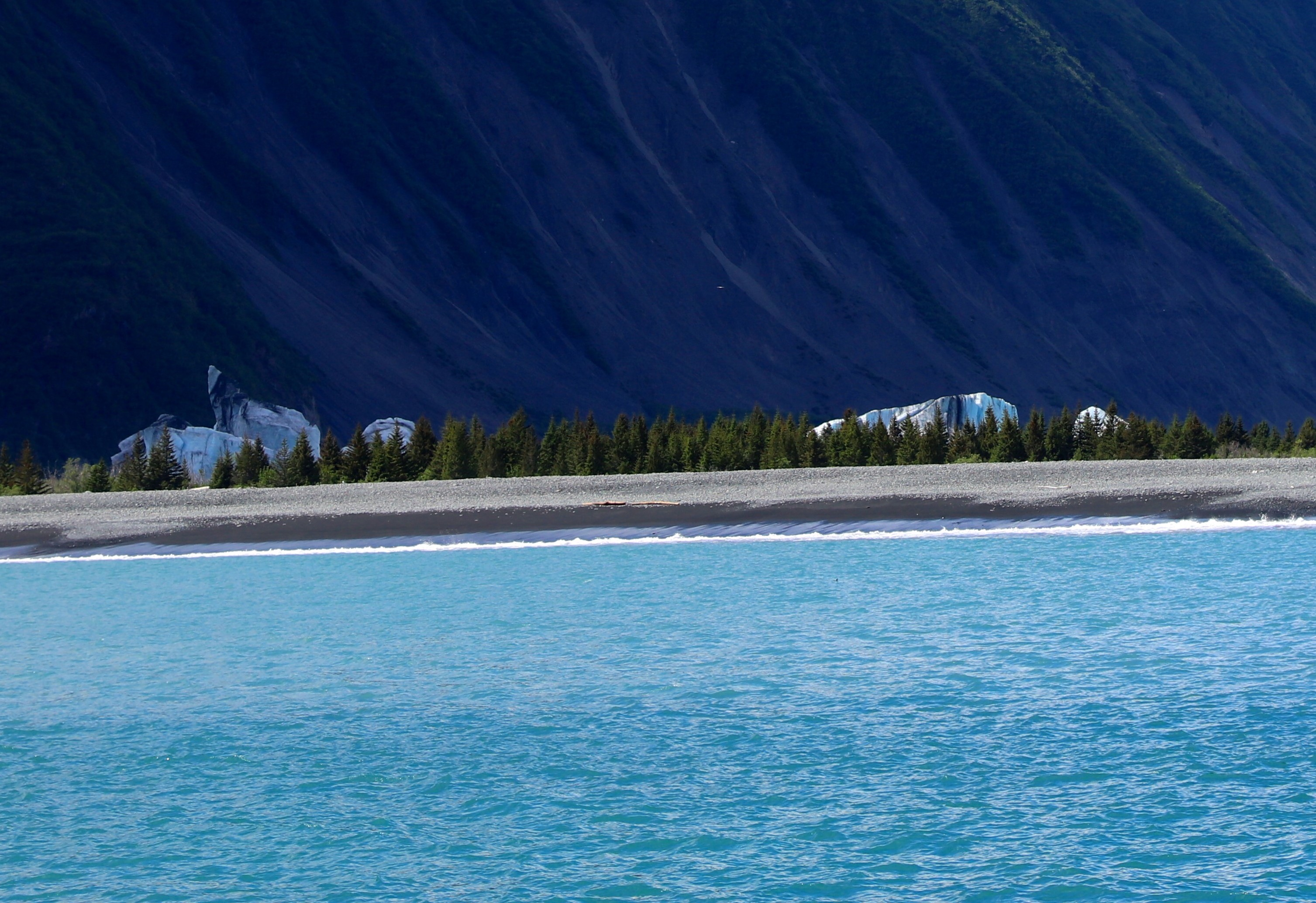
Iceberg alla deriva sul lago del ghiacciaio
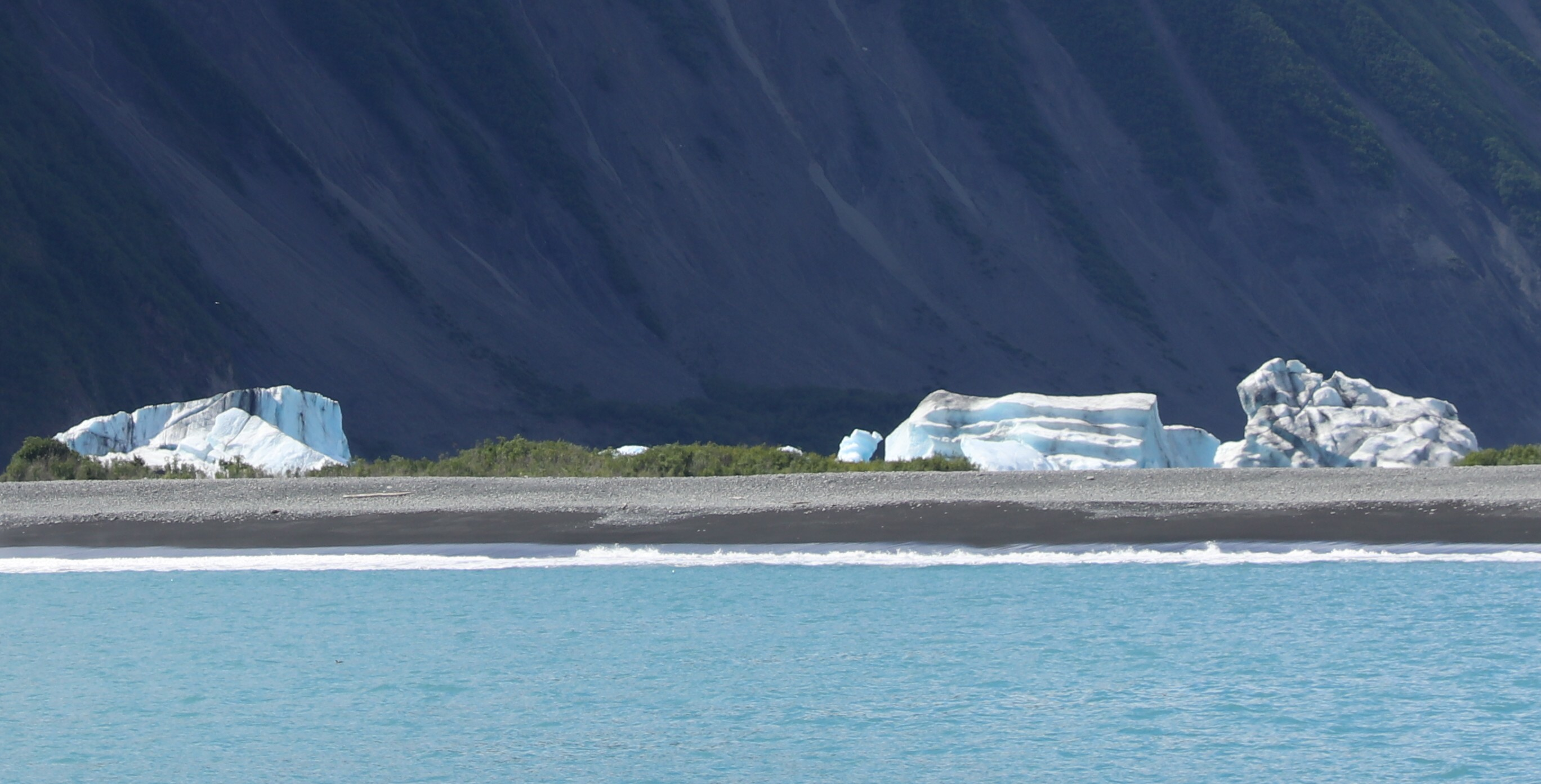
Iceberg alla deriva sul lago del ghiacciaio
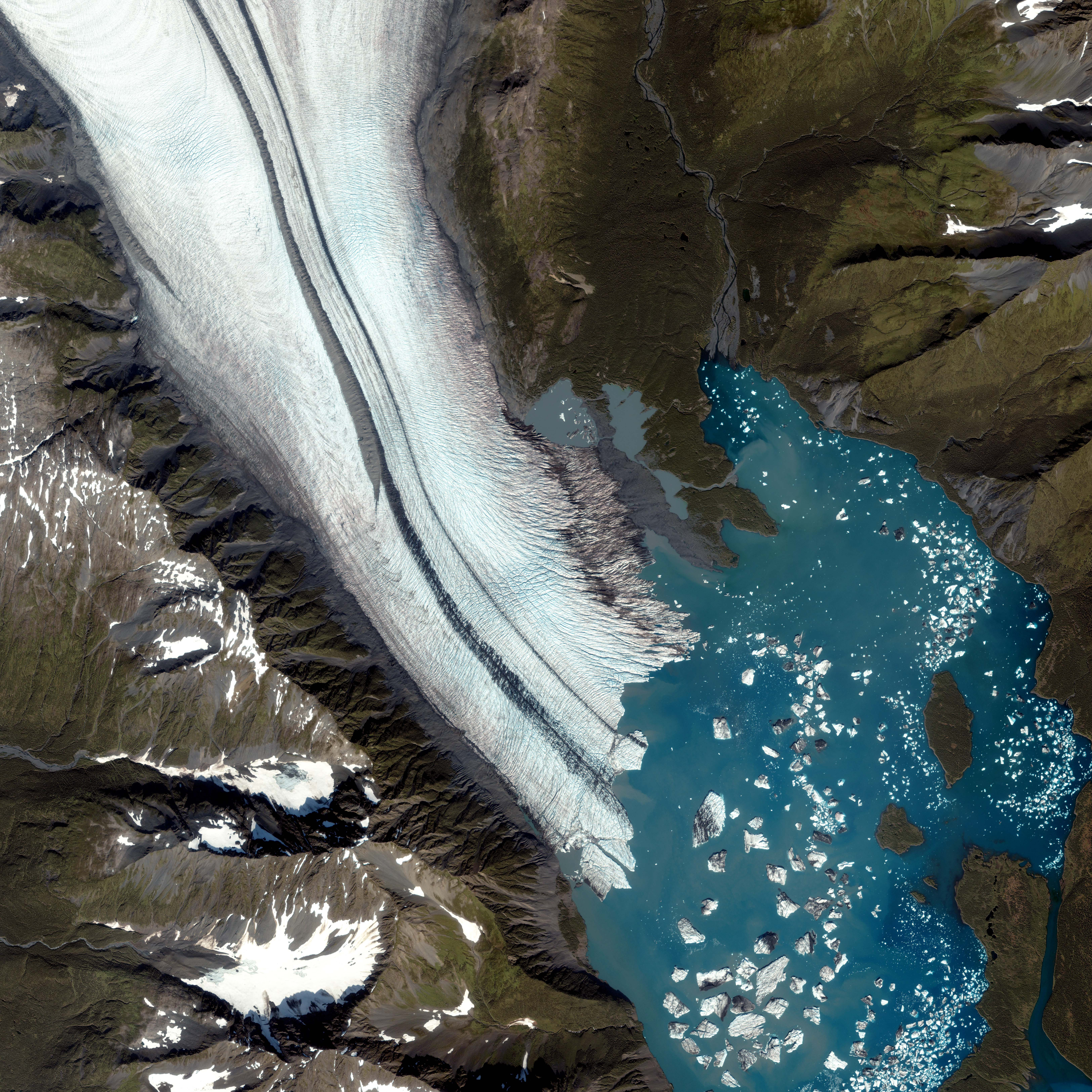
Al centro la "morena mediana"
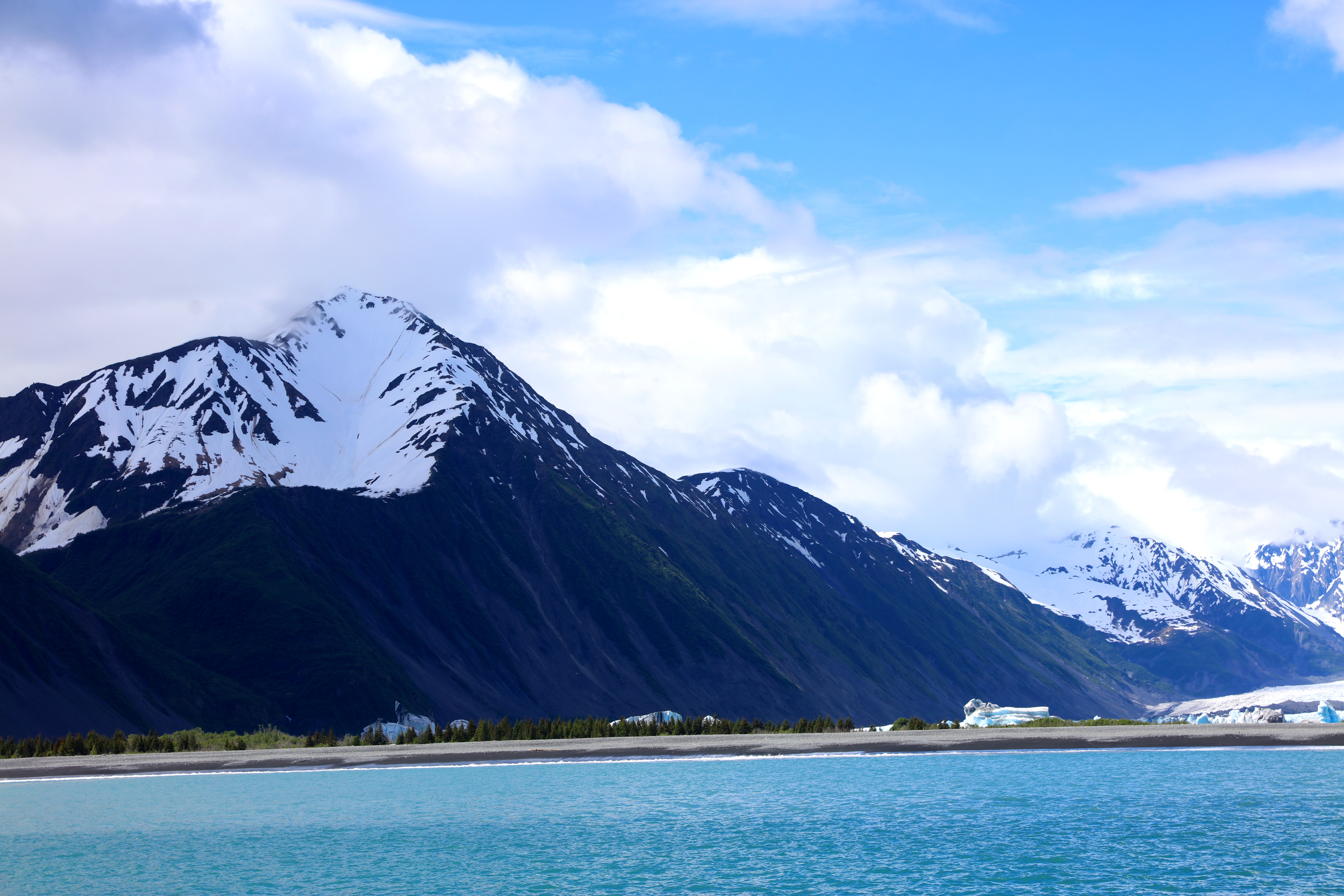
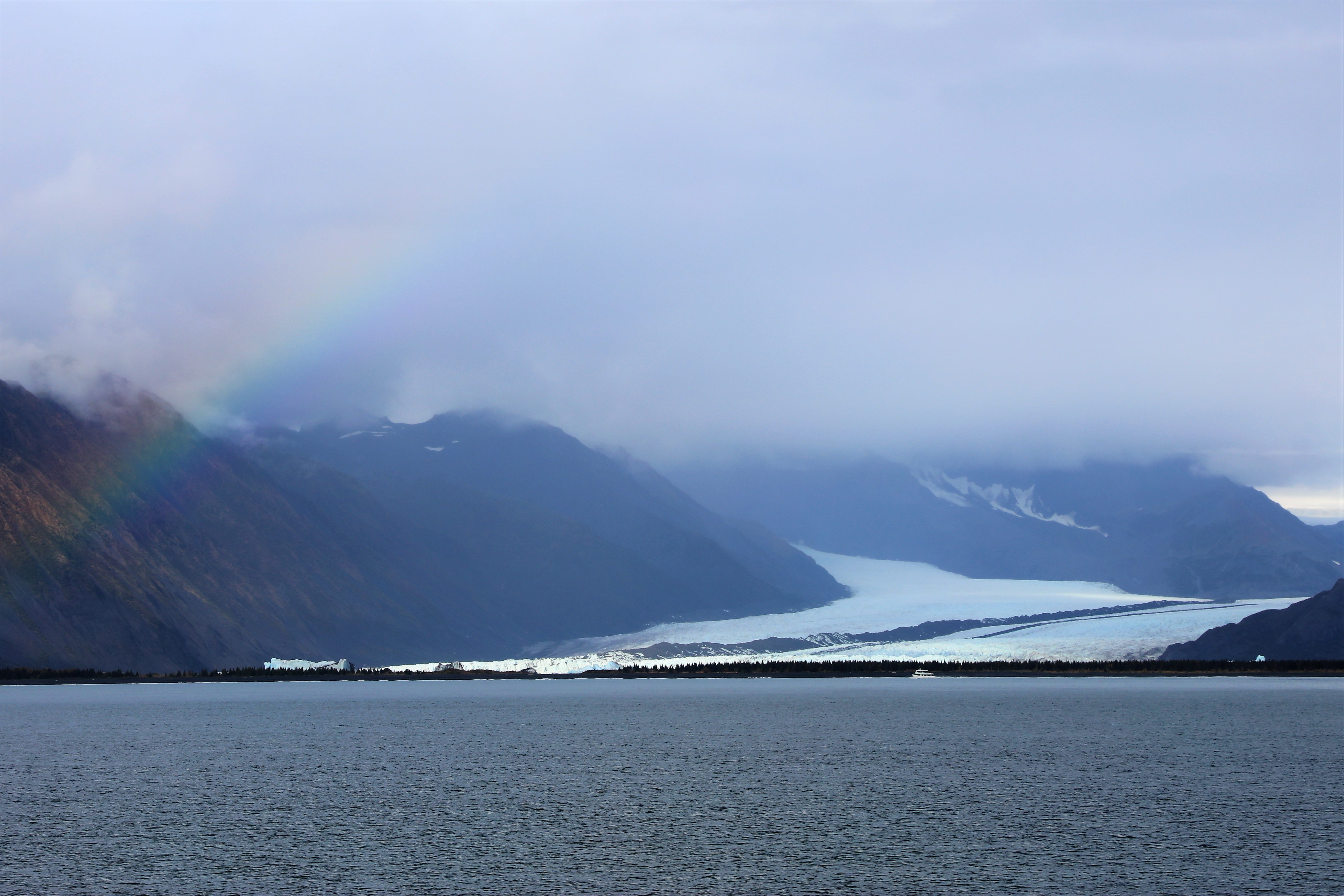
Il ghiacciaio a fine settembre
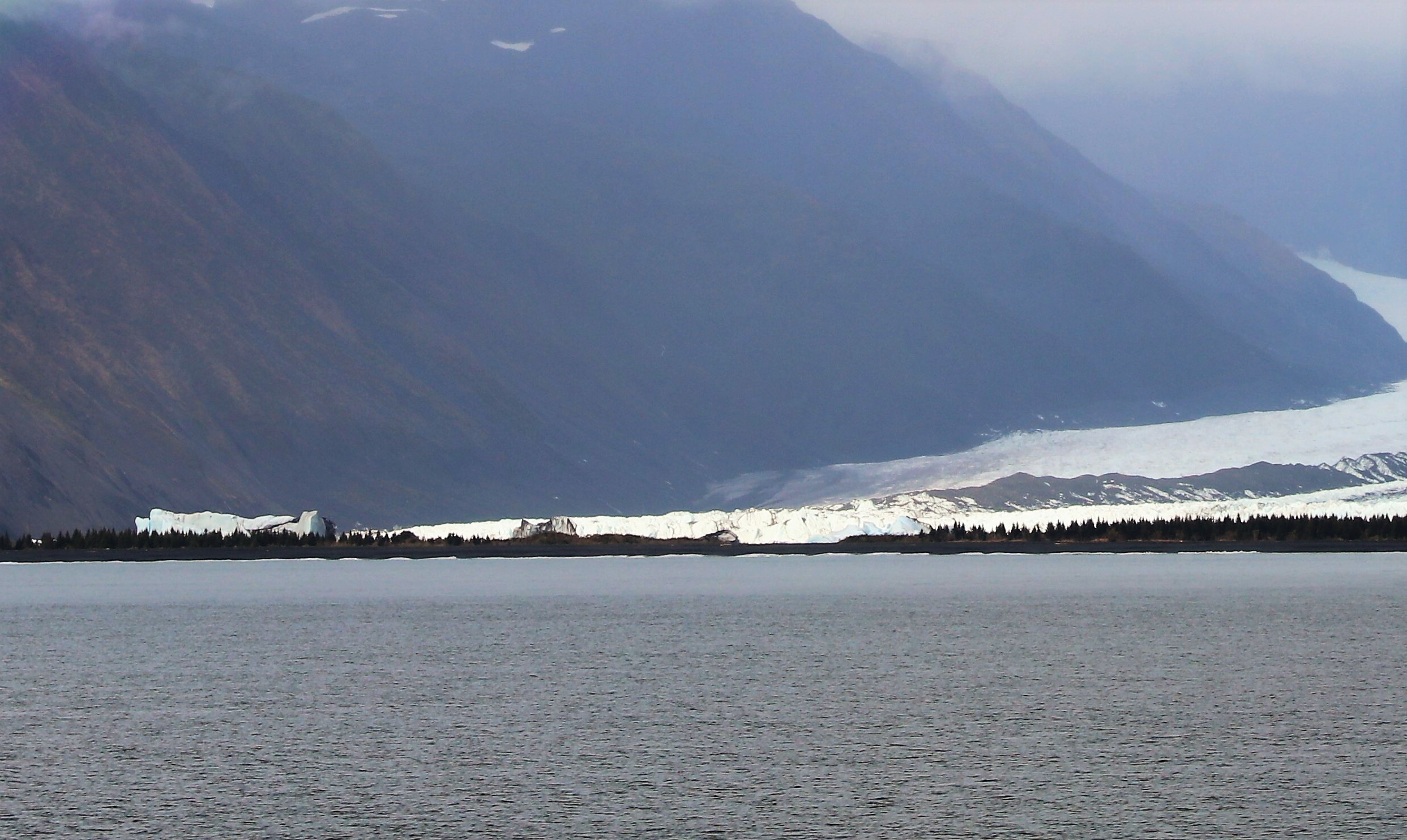
Il ghiacciaio a fine settembre
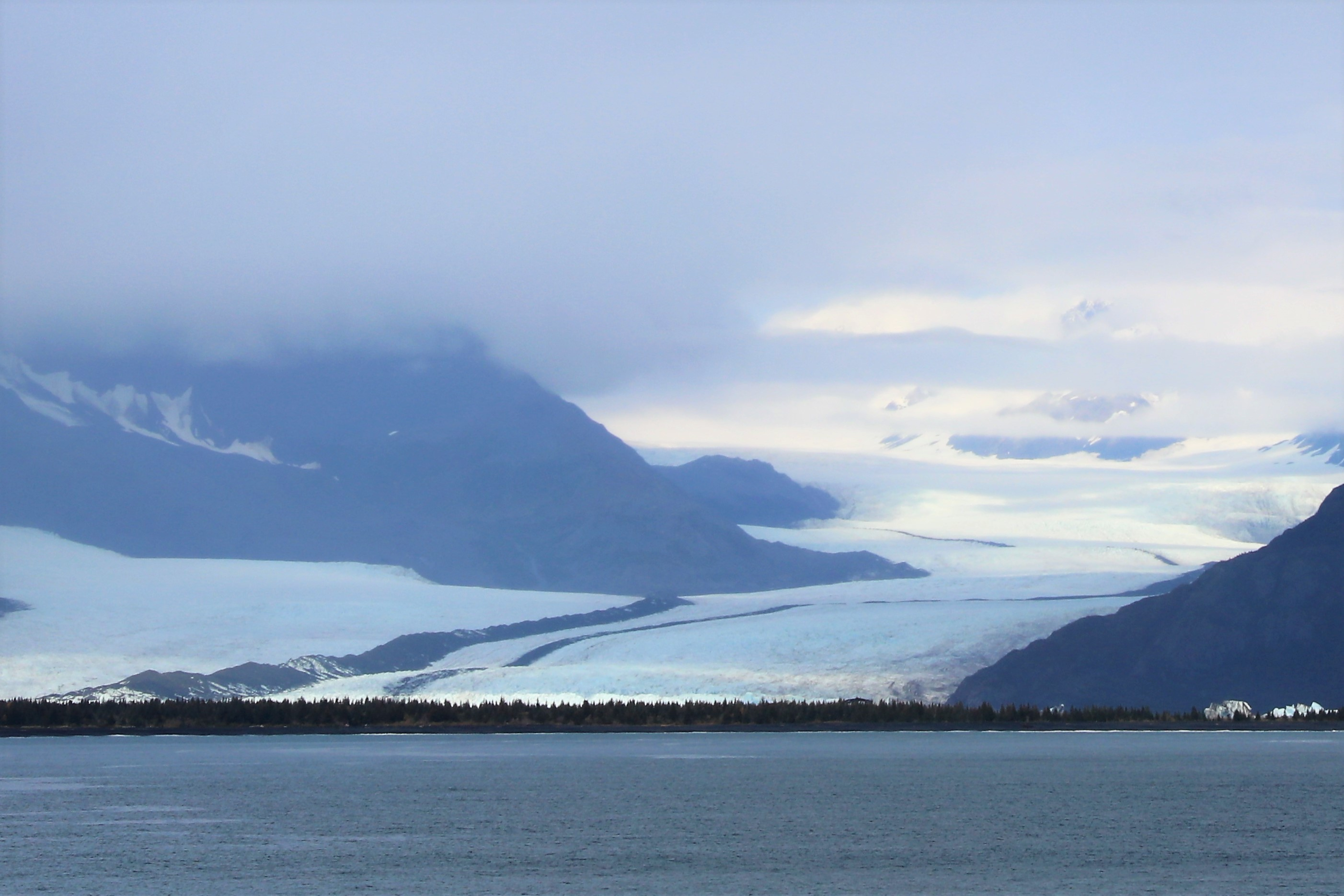
Il ghiacciaio a fine settembre